# Adolfo Antonio Guerra Pérez
Adolfo Antonio Guerra Pérez (8 de julio de 1949, Tuxtla Gutiérrez, Chiapas) es abogado, notario público e ilustrado mexicano. 

## Biografía
Adolfo Antonio Guerra Pérez es originario de Tuxtla Gutiérrez, Chiapas. Nació el 8 de julio de 1949. Es Licenciado en Derecho por la Universidad La Salle. Es Notario Público N.º 29 del Estado de Chiapas y del Patrimonio Nacional. Ha sido el presidente más joven del H. Tribunal Superior de Justicia del Estado de Chiapas, Presidente de la Comisión Nacional de Tribunales Superiores de Justicia de los Estados Unidos Mexicanos y Presidente del Colegio de Notarios, Región Centro del estado de Chiapas. Ha fomentado el desarrollo personal mediante la enseñanza y aprendizaje de diversas áreas del conocimiento asociadas con el derecho y la comunidad. El 13 de septiembre de 2016, fue nombrado rector de la Universidad de Ciencias y Artes de Chiapas (UNICACH) por la junta directiva de la casa de estudios para el periodo 2016-2020.

## Formación académica
- Licenciado en Derecho por la Universidad La Salle.
- Diplomados en Derecho Fiscal por la Universidad Nacional Autónoma de México.
- Diplomado en Derecho Inmobiliario por la Universidad Nacional Autónoma de México.
- Diplomado en Derecho Civil por la Universidad Nacional Autónoma de México.
- Diplomado en Derecho por la Universidad Nacional Autónoma de México.
- Diplomado del Derecho Mexicano Frente al Siglo XXI por la Universidad Nacional Autónoma de México y el Instituto de Estudios Superiores de Chiapas.

## Cargos
- Notario Público N.º 29 del Estado de Chiapas y del Patrimonio Nacional.
- Presidente del Colegio de Notarios del estado de Chiapas, Región Centro.
- Magistrado Presidente del H. Tribunal Superior de Justicia del Estado de Chiapas.
- Secretario Ejecutivo y Presidente de la Comisión Nacional de Tribunales Superiores de Justicia de los Estados Unidos Mexicanos.
- Presidente del Consejo Tutelar de Menores Infractores y del Consejo de Menores en el Estado de Chiapas.
- Consejero Ciudadano Propietario del Consejo Local del Instituto Federal Electoral en el Estado de Chiapas.
- Delegado del Registro Agrario Nacional en el Estado de Chiapas.
- Director general de Asuntos Jurídicos de Productora Nacional de Durmientes.
- Director general de Empresas y Fidecomisos del Fondo Nacional de Fomento Ejidal.
- Secretario Ejecutivo de la Comisión Nacional de Fruticultura.

## Experiencia académica
- Profesor de Derecho Penal y Procesal Penal en la Universidad La Salle.
- Profesor de Sociología y Derecho Penal en la Escuela Nacional de Estudios Profesionales, Universidad Nacional Autónoma de México.
- Miembro de la Junta Directiva del Colegio de Bachilleres del Estado de Chiapas.
- Director del Centro de Capacitación y Actualización Judicial del Supremo Tribunal de Justicia del Estado de Chiapas.
- Miembro del Comité Permanente de Finanzas de la Universidad Autónoma de Chiapas.

## Otras funciones
- Secretario Ejecutivo de la Comisión Nacional de Tribunales Superiores de Justicia.
- Presidente de la Comisión Nacional de Tribunales Superiores de Justicia de los Estados Unidos Mexicanos.
- Académico de Número de la Academia Mexicana de Derecho Burocrático.
- Miembro del Consejo Jurídico del Estado de Chiapas.
- Miembro de Número y Vicepresidente de la Academia Chiapaneca de Derecho, A. C.
- Presidente del Comité Organizador del XIII Congreso Nacional de Justicia, Tuxtla Gutiérrez, Chiapas.